# Limnophila humidicola
Limnophila humidicola är en tvåvingeart som beskrevs av Alexander 1929. Limnophila humidicola ingår i släktet Limnophila och familjen småharkrankar. Inga underarter finns listade i Catalogue of Life.